# باکره آمریکایی (فیلم ۲۰۰۹)
باکره آمریکایی (به انگلیسی: American Virgin) یک فیلم کمدی آمریکایی محصول سال ۲۰۰۹ به کارگردانی کلر کیلنر، نویسندگی جف سیمن با بازی جینا دوان، برایان دیویس و راب اشنایدر است.

## داستان
پریسیلا وایت (جینا دوان) یک دختر خوش‌اخلاق و شایسته‌است. او یک دوست پسر به نام برد (بن مارتن) دارد، اما تا زمان ازدواج از نظر جنسی «پرهیز جنسی» دارد. او سال اول تحصیلی خود را در کالج پنینگتون به عنوان محقق از گروه پرهیز جنسی خود آغاز می‌کند. او در اتاق خوابگاه خود با چاک (چیس رایان جفری) و کوین (الن ماس-باکرچ)، دوست دختر کوین، آیلین (اشلی اشنایدر) و هم اتاقی خود، ناتالی «ناز» (برایان دیویس) آشنا می‌شود. ناز نقطه مقابل پریسیلا است: او سیگار می‌کشد، الکل می‌نوشد و از نظر جنسی بسیار فعال است و…